# Most na Kosincu u Gali
Most na rječici Kosincu u selu Gali, općina Otok kod Sinja, zaštićeno kulturno dobro.

## Opis dobra
Most u selu Gala premošćuje Kosinac, pritok Cetine. Ima 12 otvora polukružnog oblika koji leže na zaobljenim pilonima koji završavaju kamenim vijencem. Građen je kamenom. Nad mostom je kolna cesta čija je širina veća u odnosu na izvoran profil mosta. Proširenje je izvedeno betonskom pločom i ograđeno željeznom ogradom. Preko mosta obavlja se promet od Trilja prema Livnu. Po veličini ovaj most se izdvajao u grupu ljepših i elegantnijih konstrukcija mostova u Sinjskoj krajni građenih u 19. st., iako je u novije vrijeme djelomično devastiran.

## Zaštita
Pod oznakom Z-4878 zaveden je kao nepokretno kulturno dobro - pojedinačno, pravna statusa zaštićena kulturnog dobra, klasificirano kao "javne građevine".